# Sian Doody
Sian Doody (* 5. Mai 1962, verheiratete Sian Williams) ist eine walisische Badmintonspielerin. 

## Karriere
Sian Williams gewann 1978 zwei und 1979 drei Juniorentitel in Wales. Ein Jahr später war sie erstmals bei den Erwachsenen erfolgreich. 1981 und 1983 siegte sie sowohl im Damendoppel als auch im Dameneinzel bei den nationalen Titelkämpfen. Nach einem Sieg 1985 gewann sie erst sechs Jahre später wieder eine Meisterschaft, welches auch ihr letzter nationaler Titelgewinn in Wales sein sollte. Zum Ende ihrer sportlichen Karriere wechselte sie nach Irland und begann dort als Trainerin zu arbeiten.

## Sportliche Erfolge
| Saison | Veranstaltung                             | Disziplin   | Platz | Name                            |
| ------ | ----------------------------------------- | ----------- | ----- | ------------------------------- |
| 1978   | Wales: Einzelmeisterschaften der Junioren | Dameneinzel | 1     | Sian Williams                   |
| 1978   | Wales: Einzelmeisterschaften der Junioren | Damendoppel | 1     | Sharon Vickery / Sian Williams  |
| 1979   | Wales: Einzelmeisterschaften der Junioren | Dameneinzel | 1     | Sian Williams                   |
| 1979   | Wales: Einzelmeisterschaften der Junioren | Damendoppel | 1     | Angela Nelson / Sian Williams   |
| 1979   | Wales: Einzelmeisterschaften der Junioren | Mixed       | 1     | Mark Richards / Sian Williams   |
| 1980   | Wales: Einzelmeisterschaften              | Dameneinzel | 1     | Sian Williams                   |
| 1981   | Wales: Einzelmeisterschaften              | Damendoppel | 1     | Angela Nelson / Sian Williams   |
| 1981   | Wales: Einzelmeisterschaften              | Dameneinzel | 1     | Sian Williams                   |
| 1982   | Wales: Einzelmeisterschaften              | Damendoppel | 1     | Angela Nelson / Sian Williams   |
| 1983   | Wales: Einzelmeisterschaften              | Dameneinzel | 1     | Sian Williams                   |
| 1983   | Wales: Einzelmeisterschaften              | Damendoppel | 1     | Angela Nelson / Sian Williams   |
| 1984   | Wales: Einzelmeisterschaften              | Damendoppel | 1     | Angela Nelson / Sian Williams   |
| 1985   | Wales: Einzelmeisterschaften              | Dameneinzel | 1     | Sian Williams                   |
| 1991   | Wales: Einzelmeisterschaften              | Damendoppel | 1     | Sian Williams / Hilary Tarleton |
| 1993   | Irische Meisterschaft                     | Damendoppel | 1     | Sian Williams / Sonya McGinn    |